# Organismo modello

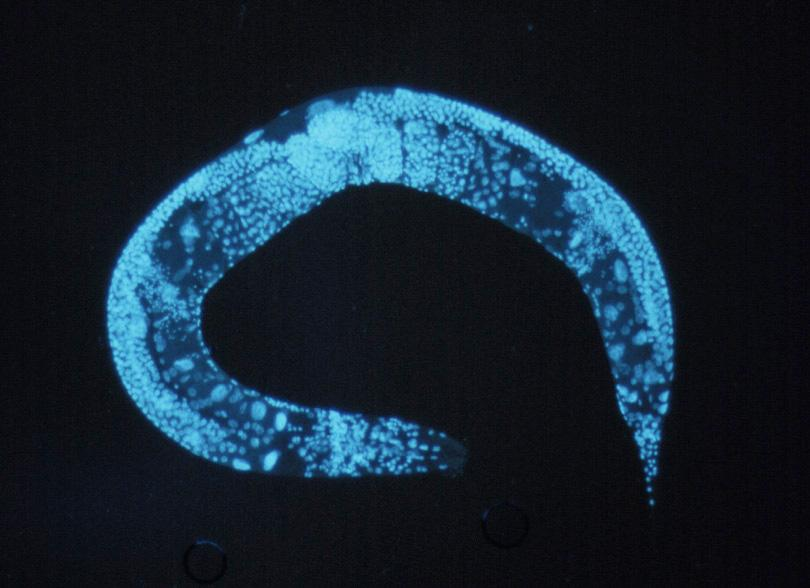
Caenorhabditis elegans, un tipico organismo modello eucariote

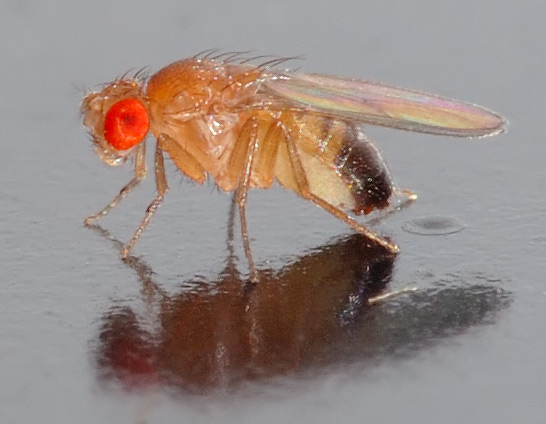
La Drosophila melanogaster, uno dei più famosi "animali da esperimento"

Un organismo modello è una specie estensivamente studiata per comprendere particolari fenomeni biologici, in base al presupposto che le acquisizioni fatte sull'organismo modello possano fornire indicazioni sugli altri organismi. Ciò è possibile grazie al fatto che i principi biologici fondamentali, come le vie metaboliche, di regolazione e di sviluppo, e i geni che le codificano, si mantengono attraverso l'evoluzione.
Storicamente il primo organismo modello impiegato in esperimenti rigorosi per la comprensione dell'ereditarietà è stato il Pisum sativum di Gregor Mendel.
Il pisello da orto infatti risponde a specifiche esigenze di incrocio controllato, rapido passo generazionale, prole numerosa, caratteri fenotipici alternativi e disponibilità di numerose varietà commerciali. Queste caratteristiche lo resero ottimale per un approccio ai problemi della ereditarietà di tipo quantitativo e statistico.

## Criteri di scelta
Spesso, gli organismi modello vengono scelti in base alla loro capacità di essere adattabili a manipolazioni sperimentali. Di solito vengono preferite le seguenti caratteristiche: breve ciclo cellulare, tecniche per manipolazione genetica (ceppi inbred, linee di cellule staminali, e sistemi di transfezione). A volte, il riarrangiamento genetico favorisce il sequenziamento del genoma dell'organismo modello, per esempio, perché è molto compatto o per avere scarsa quantità di DNA non codificante, il cosiddetto "DNA spazzatura" (junk DNA).
Esistono numerosi organismi modello. Il primo organismo modello per la biologia molecolare probabilmente è stato il batterio E.coli, comunemente presente nel sistema digerente umano (e di solito ha attività benefica—il pericoloso ceppo Escherichia coli O157:H7 è raro). Viene utilizzato anche nello studio di molti batteriofagi, specialmente il fago lambda.
Negli eucarioti sono stati studiati approfonditamente alcuni lieviti, specialmente il Saccharomyces cerevisiae (lievito della birra), soprattutto perché sono facili da gestire. Il ciclo cellulare in un lievito è molto simile al ciclo cellulare negli umani ed è regolato da proteine omologhe. È stato studiato anche il moscerino della frutta Drosophila melanogaster, sempre perché è facile da gestire per essere un organismo multicellulare. Il verme Caenorhabditis elegans è stato studiato perché ha stadi di sviluppo estremamente definiti ed è possibile, quindi, rilevare rapidamente delle anormalità.
Quando i ricercatori cercano un organismo da usare nei loro studi, prendono in considerazione parecchie caratteristiche. Le più comuni sono le dimensioni, il tempo di generazione, l'accessibilità, la manipolazione, la genetica, la conservazione dei meccanismi e un potenziale beneficio economico. Con la diffusione della biologia molecolare comparata, i ricercatori hanno cercato organismi modello che rappresentassero diverse tipologie di vita.

## Principali organismi modello

### Virus
- Fago lambda[4][5] è un batteriofago che infetta Escherichia coli
- Fago T4[6]
- Fago Phi-X174[7] è stato il primo organismo sequenziato geneticamente.
- Virus del mosaico del tabacco[8][9][10]

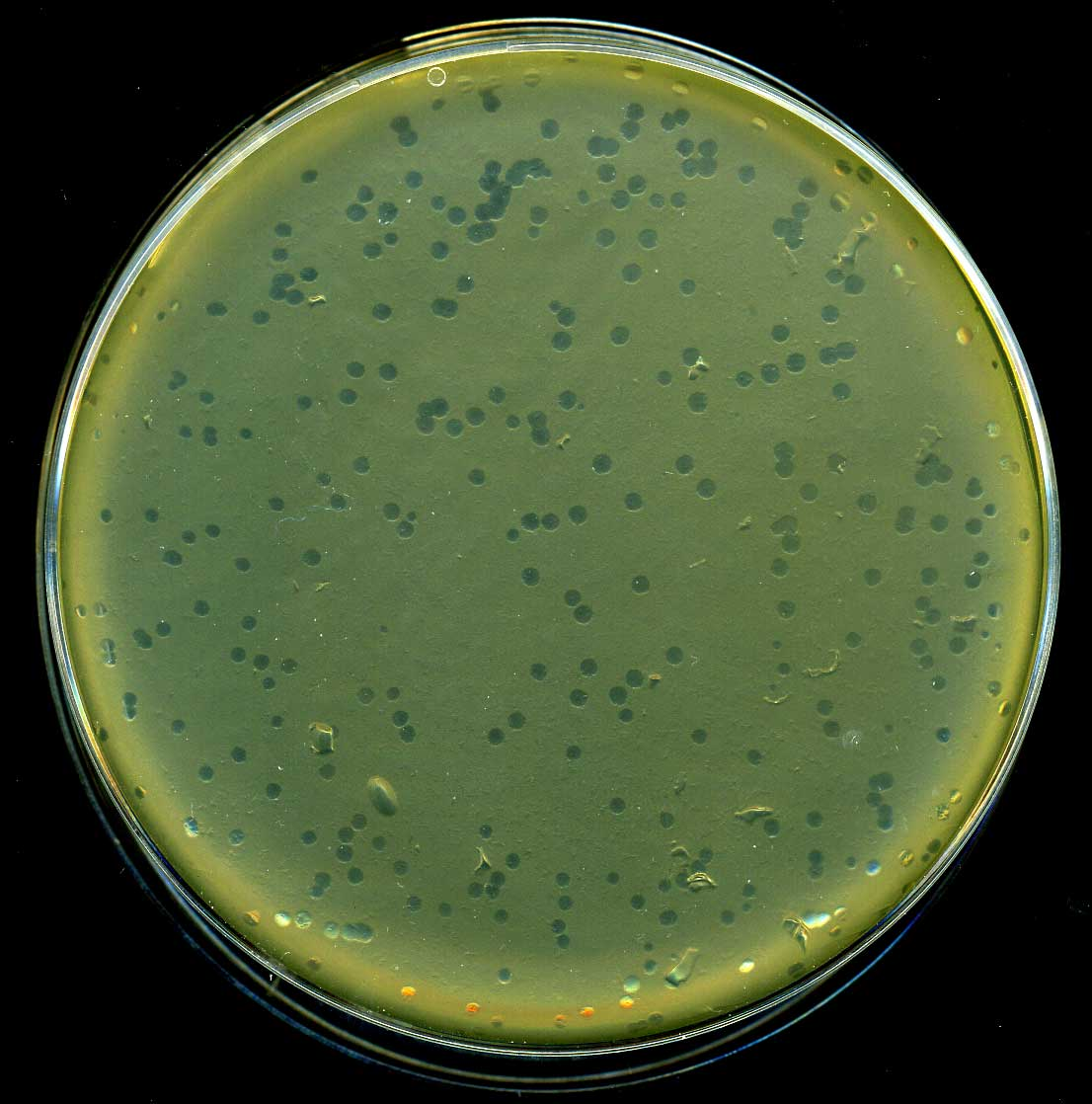
Placche di lisi di una coltura di E. coli da parte del batteriofago lambda.
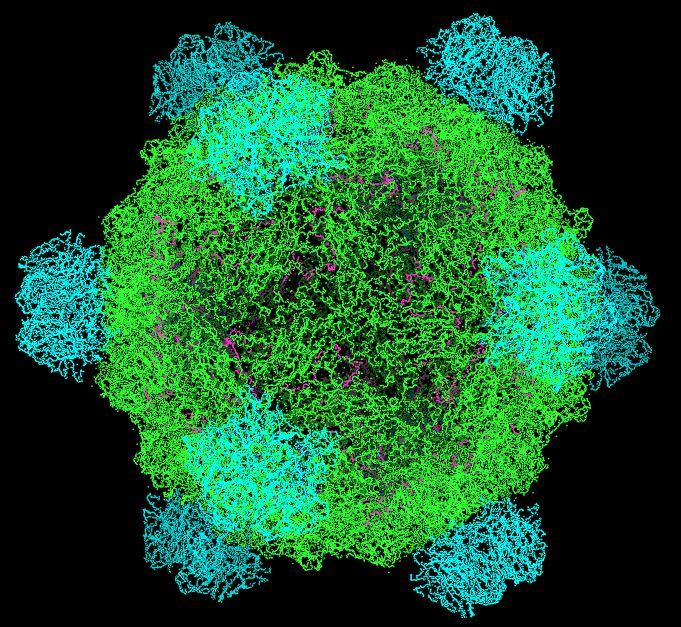
Struttura del capside del batteriofago phi X 174
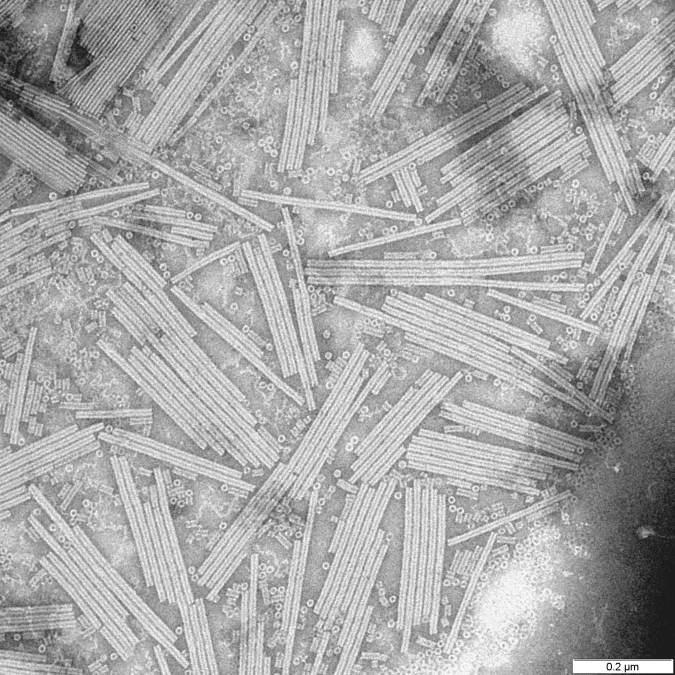
Microscopia elettronica del Virus del Mosaico del Tabacco TMV
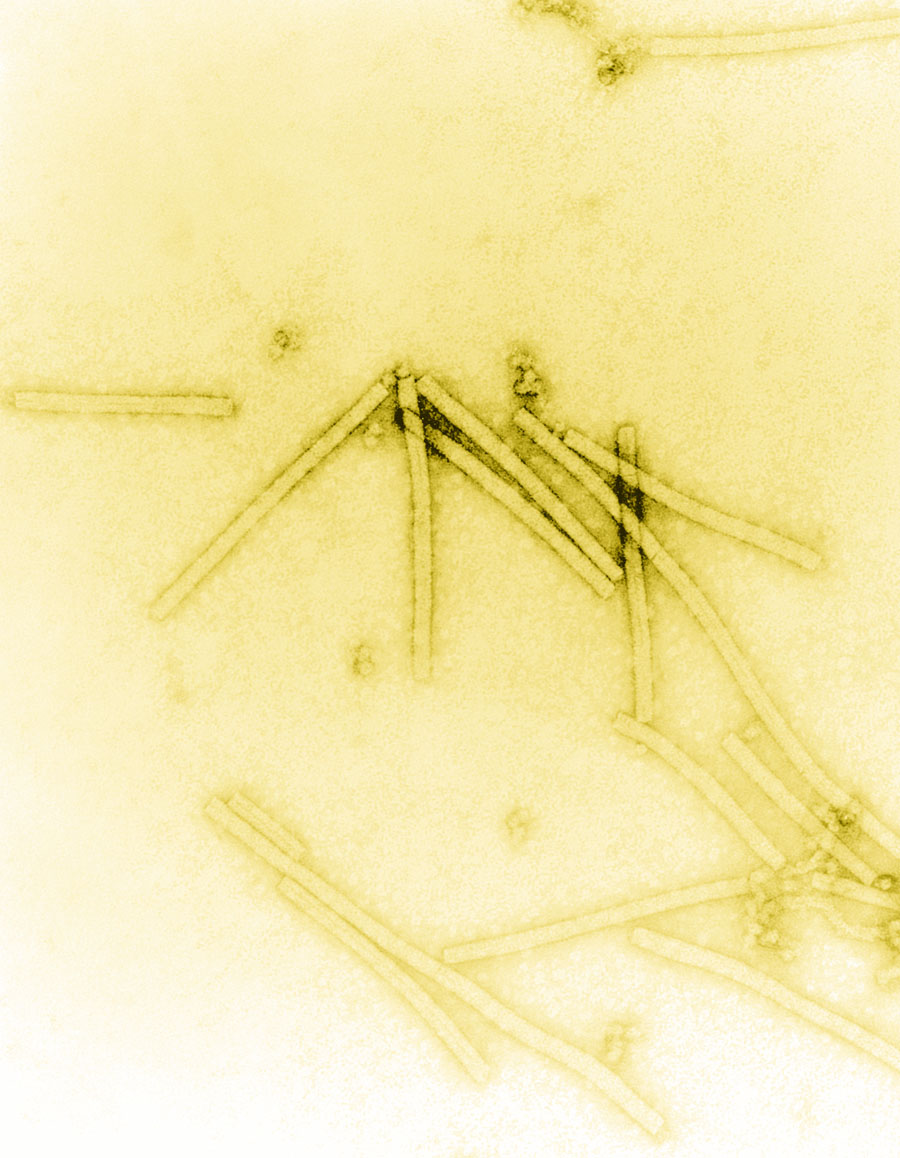
Virus del Mosaico del Tabacco a 160 000 X ingrandimenti

### Procarioti
- Escherichia coli[11][12][13] è uno degli organismi unicellulari più studiati e più frequenti nell'intestino degli eucarioti superiori (ed in particolare di uccelli e mammiferi).
- Bacillus subtilis[14][15][16] è un batterio del suolo, ampiamente studiato per la sua produzione di spore.
- Mycoplasma genitalium[17][18][19] è un batterio parassita che vive nel tratto genitale e respiratorio dell'organismo umano.
- Vibrio fischeri[20][21] è un organismo che vive in simbiosi con il calamaro delle Hawaii (Euprymna scolopes)[20] ed è in grado di produrre la bioluminescenza necessaria al mollusco simbionte per illuminare l'ambiente circostante.
- Synechocystis[22][23][24] è un cianobatterio ampiamente usato nello studio della fotosintesi.
- Pseudomonas fluorescens[25][26][27] è un batterio del terreno in grado di diversificarsi velocemente in differenti linee cellulari.

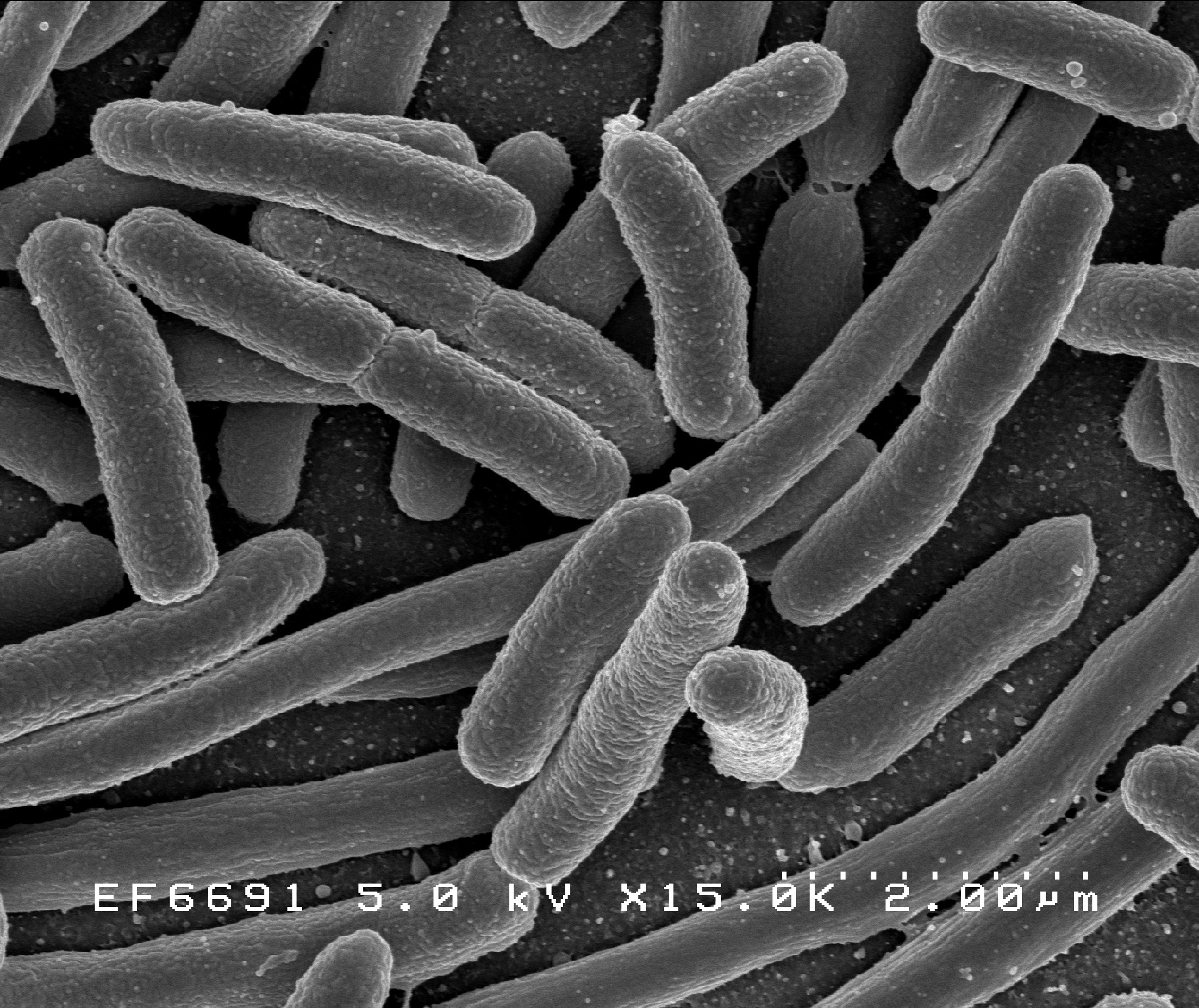
E. coli
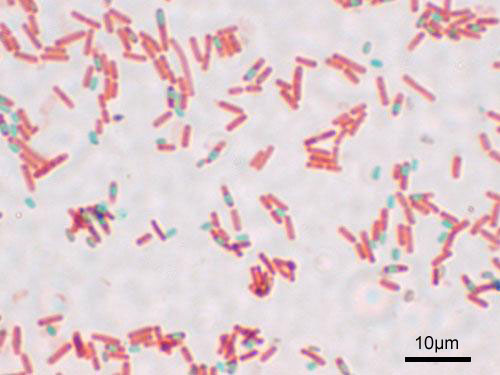
Spore di Bacillus subtilis
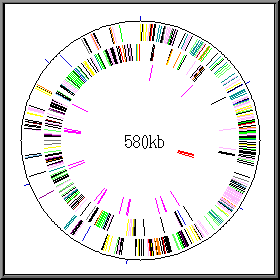
Mappa genomica del M. genitalium
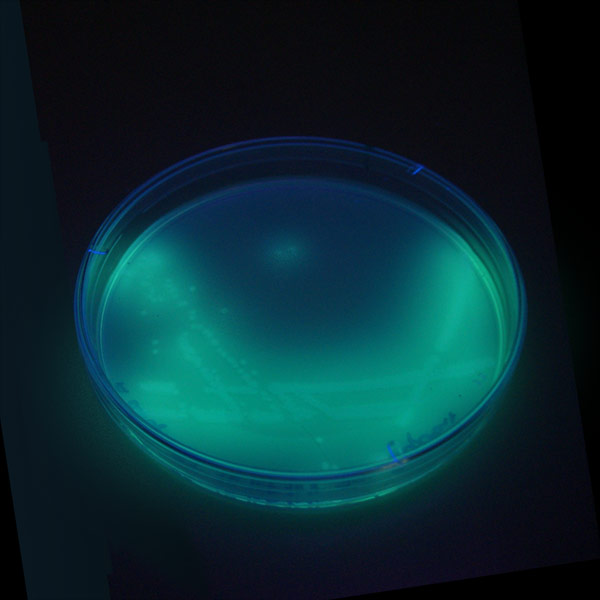
Capsula di Petri e Pseudomonas fluorescens

### Eucarioti unicellulari
- Saccharomyces cerevisiae[28][29][30] è noto come lievito della birra, è stato il primo eukaryota il cui genoma sia stato interamente sequenziato (nel 1996).[31] Molto studiato per il suo ciclo cellulare.
- Schizosaccharomyces pombe[28][32][33] è altro modello di lievito, che differisce da S. cerevisiae in particolare nella modalità di riproduzione: S. cerevisiae replica per gemmazione (budding), S. pombe per scissione binaria. Anche S.pombe è ampiamente studiato per il suo ciclo cellulare.
- Chlamydomonas reinhardtii[34][35][36] è un'alga verde unicellulare, utilizzata per studiare fotosintesi, flagelli e motilità, regolazione del metabolismo, riconoscimento cellula-cellula, risposta all'affamamento e diversi altri processi biologici. Ha una genetica molto studiata, con una grande quantità di mutanti noti e sequenziati e procedure relativamente semplici per produrne di nuovi. La sua crescita in laboratorio è infatti semplice e poco costosa. Esiste un centro di raccolta delle informazioni genetiche su Chamydomonas presso la Università Duke negli Stati Uniti d'America.
- Tetrahymena thermophila[37][38][39] è un protozoo ciliato di acqua dolce che presenta dimorfismo nucleare.
- Dictyostelium discoideum[40][41][42] è specie appartenente al genere Dictyostelium, molto studiata come modello in biologia dello sviluppo, biologia molecolare nonché in tossicologia ambientale.

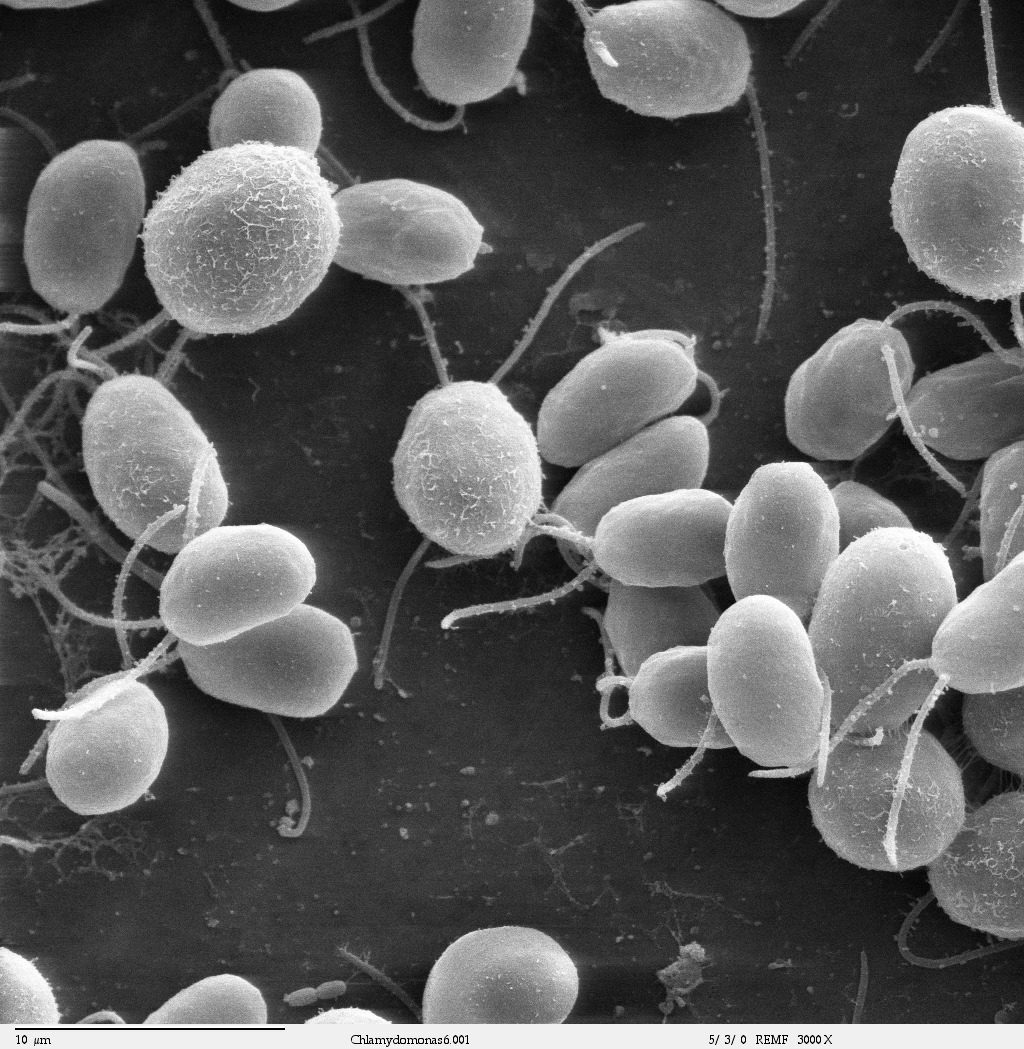
Chlamydomonas reinhardtii
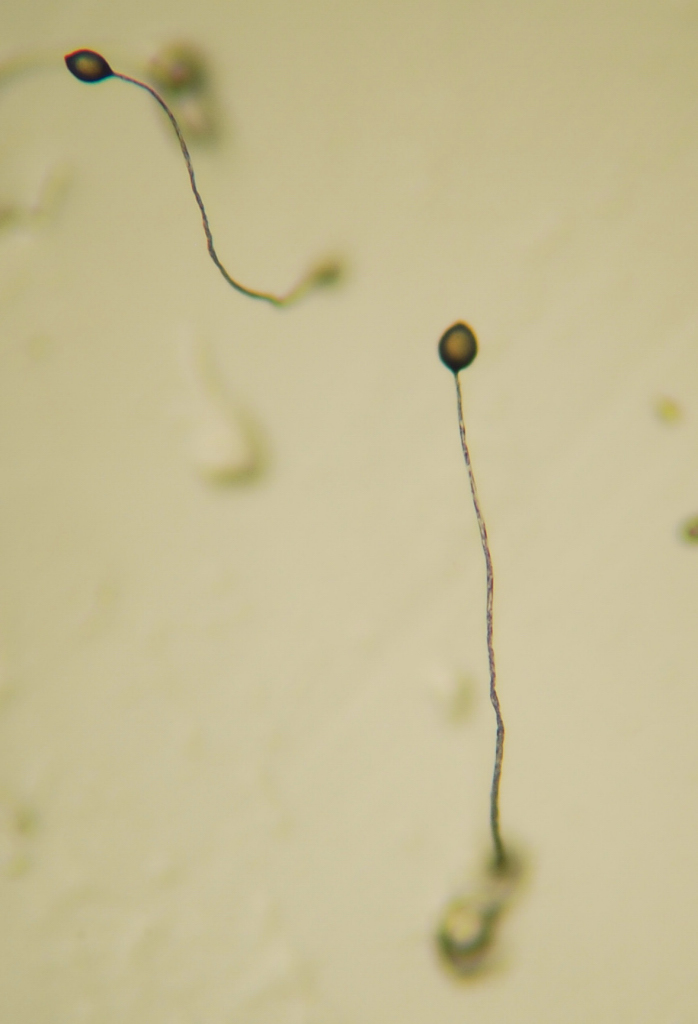
Dictyostelium discoideum
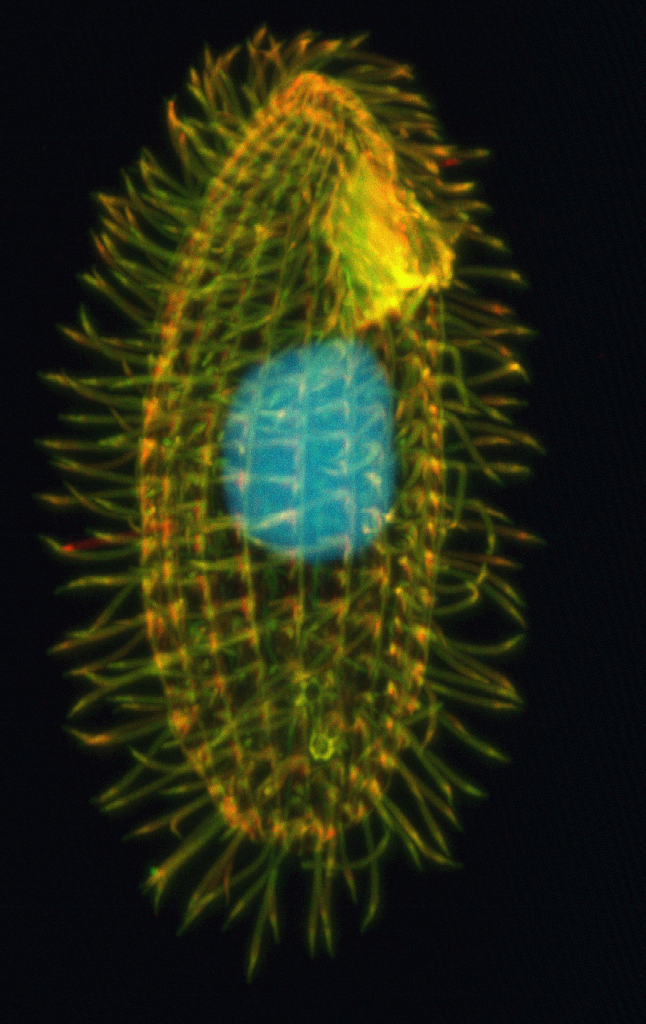
Tetrahymena thermophila

### Eucarioti pluricellulari

#### Piante
- Arabidopsis thaliana è probabilmente la più importante pianta modello. Il suo studio ha fornito una considerevole quantità di nuove conoscenze. È una specie a crescita veloce. È stata la prima pianta il cui genoma sia stato interamente sequenziato. (Biologia molecolare, Citologia)
- Riso (Oryza sativa) è usato come modello per gli studi di biologia dei cereali. Il sequenziamento del suo genoma è in corso. (Agronomia, Biologia molecolare)
- Mais (Zea mais) è modello per lo studio dei cereali. Le sue caratteristiche genetiche hanno permesso lo sviluppo di teorie per la comprensione del ruolo dei trasposoni. Il suo genoma è stato sequenziato.
- Tobacco BY-2 cells è una linea cellulare coltivata in sospensione della pianta di tabacco (Nicotiana tabacum). Viene utilizzata per studi generali per studi fisiologici a livello di biologia cellulare delle piante. Il genoma di questa particolare cultivar non sarà sequenziato (non almeno nell'immediato futuro), mentre quello della specie selvatica, Nicotiana tabaccum è attualmente in corso.
- Lotus japonicus è usato come modello per le piante leguminose.
- Medicago truncatula è un altro modello per le leguminose. Il suo genoma, relativamente piccolo, è in sequenziamento.
- Brachypodium distachyon è un modello sperimentale emergente. Ha diversi attributi che lo rendono un eccellente modello per lo studio dei cereali.
- Lemna gibba è una pianta acquatica a rapida crescita, una delle più piccole piante da fiore. I tassi di crescita della Lemna sono utilizzati per valutare la tossicità dei prodotti chimici in ecotossicologia.

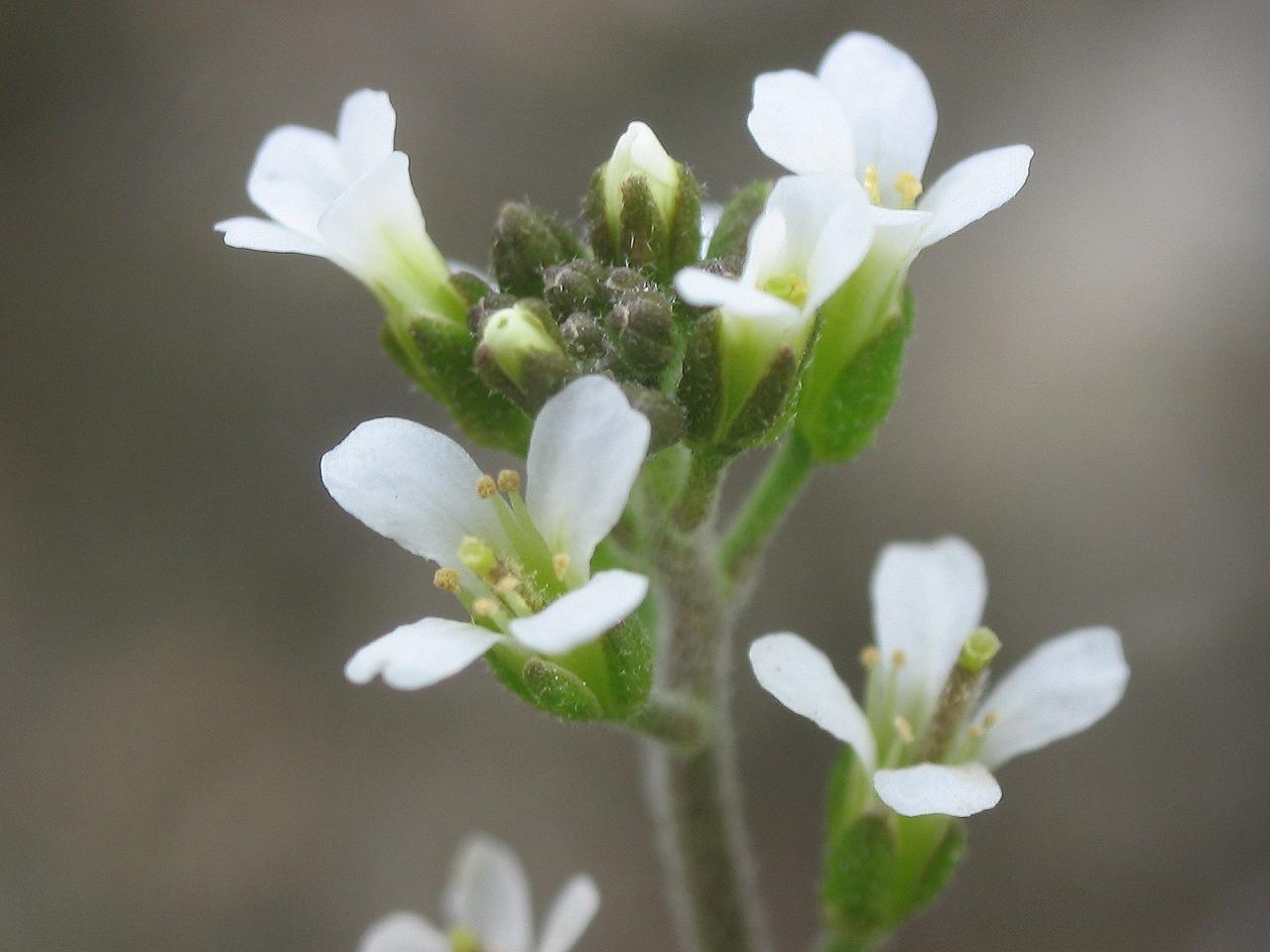
Arabidopsis thaliana
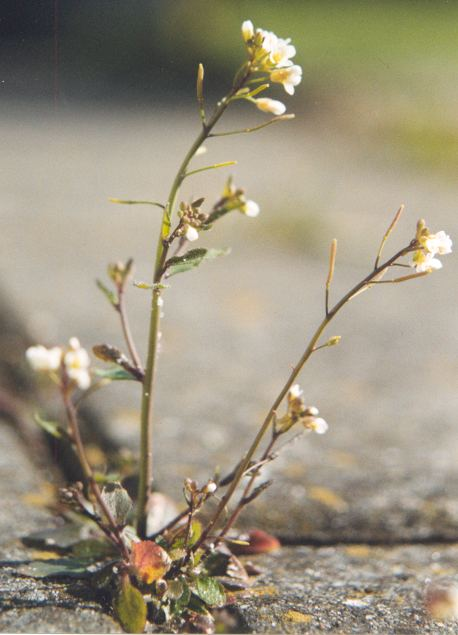
Arabidopsis thaliana
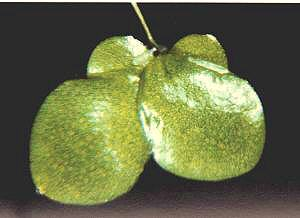
Lemna gibba
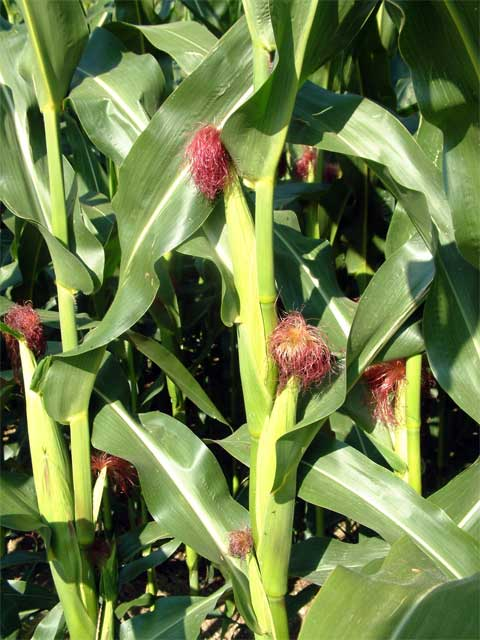
Zea mays

#### Funghi
- Aspergillus nidulans è un fungo filamentoso il cui genoma è stato interamente sequenziato.
- Neurospora crassa è una muffa aploide semplice da coltivare e nella quale è facile individuare fenotipi recessivi.

#### Invertebrati
- Arbacia punctulata è un riccio di mare della classe Echinoidea; è ancora ampiamente utilizzato come modello di embriogenesi.
- Caenorhabditis elegans è verme nematode, impiegato nello studio della differenziazione cellulare e dell'apoptosi.
- Cepaea nemoralis è un mollusco gasteropode utilizzato negli studi sulla ereditarietà e in biologia evolutiva.
- Ciona intestinalis è un'ascidia lunga, ottimo organismo modello per studi sul genoma: ha un numero limitato di geni (circa 15 000), un genoma compatto (circa 160 milioni di basi azotate) ed ha interessanti rapporti filogenetici con i vertebrati.
- Drosophila melanogaster è il moscerino della frutta, uno degli organismi viventi più studiati. È stato utilizzato, sin dai primi decenni del 1900, per studi di genetica di base. Oggi è considerato un ottimo modello animale per studi sul sistema nervoso e sul suo sviluppatissimo sistema visivo.
- Euprymna scolopes è il calamaro gigante delle Hawaii, modello di simbiosi tra animali e batteri (in particolare il Vibrio fischeri) nella produzione di sistemi bioluminescenti.
- Hydra è genere di organismi predatori di acqua dolce del phylum Cnidaria, dotati di simmetria radiale, molto studiati per l'alta capacità di rigenerazione.
- Loligo pealei è un calamaro, oggetto di ampi studi neurologici a causa del suo "assone gigante" (quasi 1 mm di diametro, circa 1 000 volte maggiore di un assone medio di mammifero).
- Paracentrotus lividus è un altro riccio di mare, anch'esso studiato da un punto di vista embriologico, ma anche da un punto di vista biomolecolare.
- Pristionchus pacificus è un verme cilindrico studiato nella biologia evolutiva dello sviluppo.
- Stomatogastric ganglion il cui sistema digestivo è modello per la genesi di pattern motori.
- Tribolium castaneum è il tribolio delle farine, un piccolo insetto che cresce agevolmente, studiato soprattutto in studi sul comportamento.

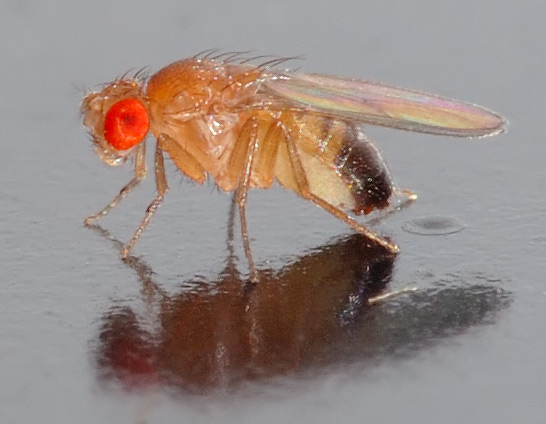
Drosophila melanogaster
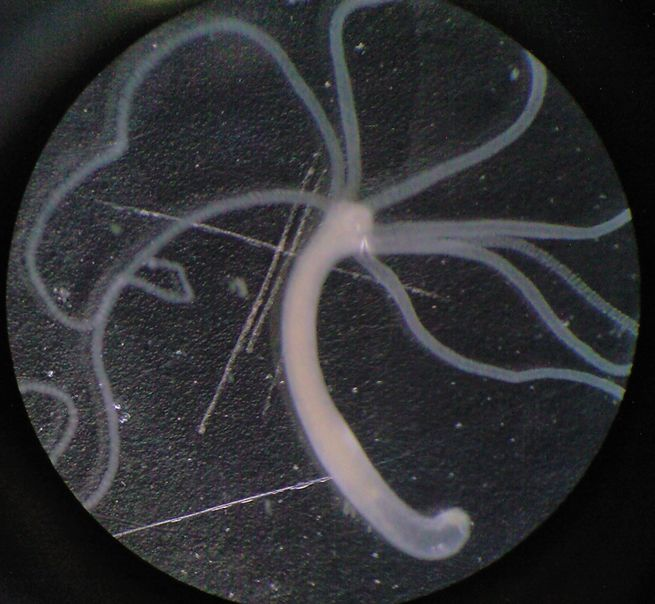
Hydra
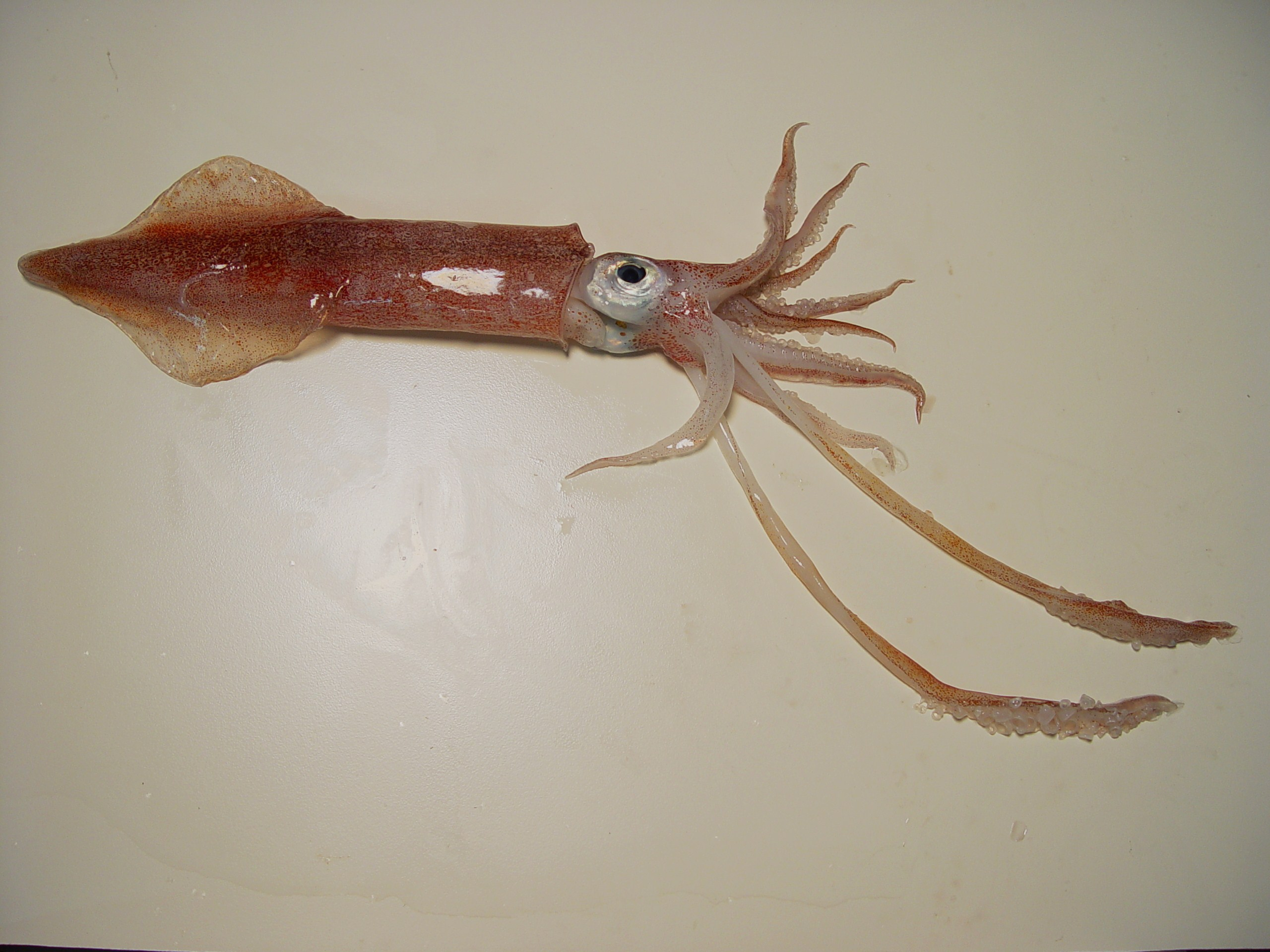
Loligo pealeii
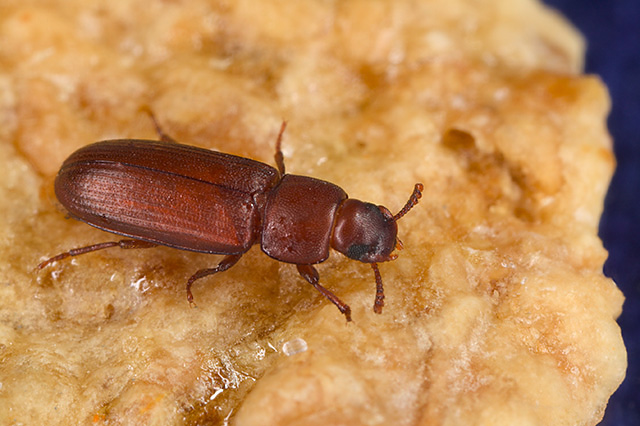
Tribolium castaneum

#### Vertebrati
- Brachydanio rerio o (Danio rerio) conosciuto come Pesce zebra, è un pesce d'acqua dolce molto usato negli acquari. Ha un corpo quasi trasparente durante il primo sviluppo, ciò fornisce un accesso visivo all'anatomia interna dell'animale. I Pesci zebra sono utilizzati per studiare lo sviluppo, la tossicologia e tossicopatologia e la specifica funzione del gene e il ruolo delle vie di segnalazione.
- Canis lupus familiaris è importante modello dei sistemi respiratorio e cardiovascolare.
- Cavia porcellus porcellino d'India, detto comunemente cavia, è la cavia, usata inizialmente da Robert Koch e altri batteriologi, è diventata nella lingua italiana l'"animale di laboratorio" per antonomasia, sebbene oggigiorno non sia più molto usata dai ricercatori.
- Coturnix coturnix è nota come quaglia e viene utilizzata in esperimenti di embriologia perché presenta cellule colorate che permettono di utilizzarle in esperimenti di trapianto sul pollo.
- Cricetinae è noto come Criceto ed è usato nelle ricerche sulla leishmaniosi.
- Felis sylvestris catus è il gatto ed è usato nelle ricerche di neurofisiologia.
- Gallus gallus è il pollo, ed è particolarmente impiegato negli studi sullo sviluppo embrionale, in quanto facilmente maneggiabile e a rapido sviluppo.
- Macaca mulatta è il Rhesus macaque o macaco e viene usato negli studi sulla cognizione e nelle malattie infettive.
- Mus musculus è il topo, il modello animale più utilizzato nella ricerca biomedica. Ne esistono numerose linee inbred: alcune sono state selezionate per mostrare particolari tratti, spesso di interesse medico, come il peso corporeo, la muscolatura, l'obesità.
- Oryzias latipes è un altro pesce, noto come medaka. Utilizzato anch'esso come modello di sviluppo, soprattutto dell'occhio, ha il vantaggio di essere più resistente del Pesce zebra.
- Rattus norvegicus è il ratto, ampiamente usato come modello animale in tossicologia; molto utile come modello neurologico e come fonte di colture primarie.
- Sigmodon hispidus è usato nelle ricerche sulla poliomielite.
- Sus domesticus è il maiale, ed è il modello animale utilizzato negli studi pre-clinici di patologie come le retinopatie. Una probabile applicazione futura è quella di modello per gene therapy.
- Taeniopygia guttata (Zebra finch) o diamante mandarino viene usato per studi sugli apparati uditivi dei non mammiferi.
- Takifugu rubipres è noto come pesce palla, ha un genoma molto compatto, con poco junk DNA.
- Xenopus laevis è un rospo africano, anch'esso molto usato in studi di biologia evolutiva dello sviluppo, soprattutto a causa delle dimensioni ampie delle sue cellule uovo.

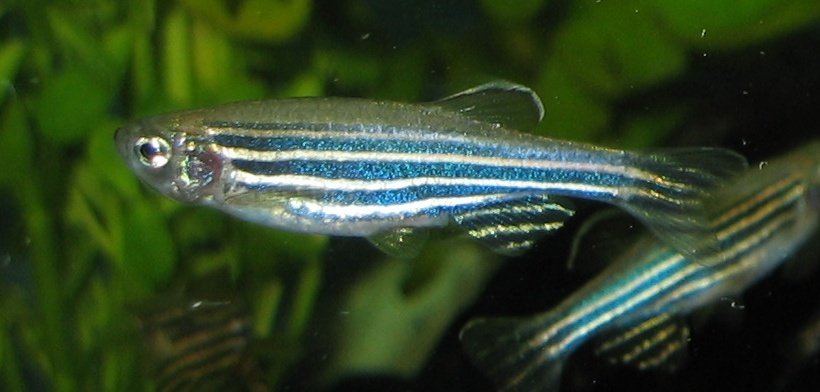
Danio rerio
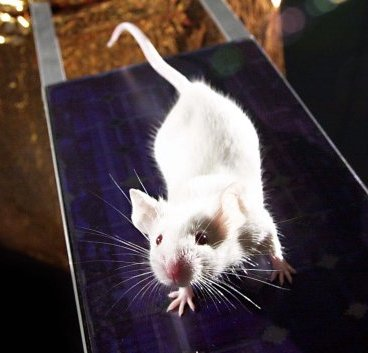
Mus musculus
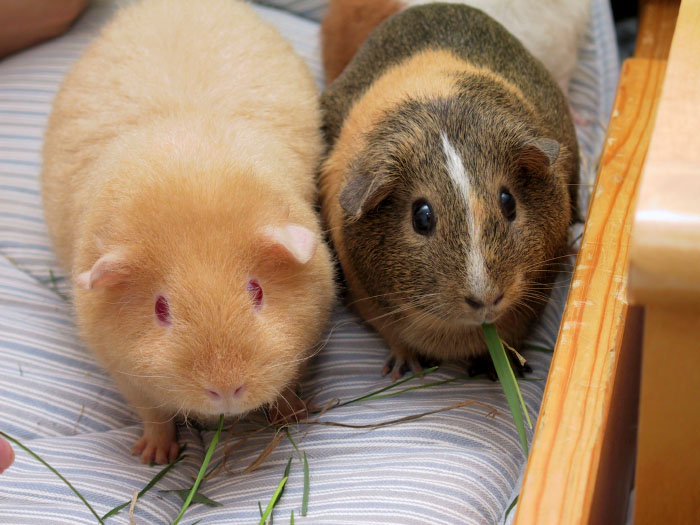
Cavia porcellus
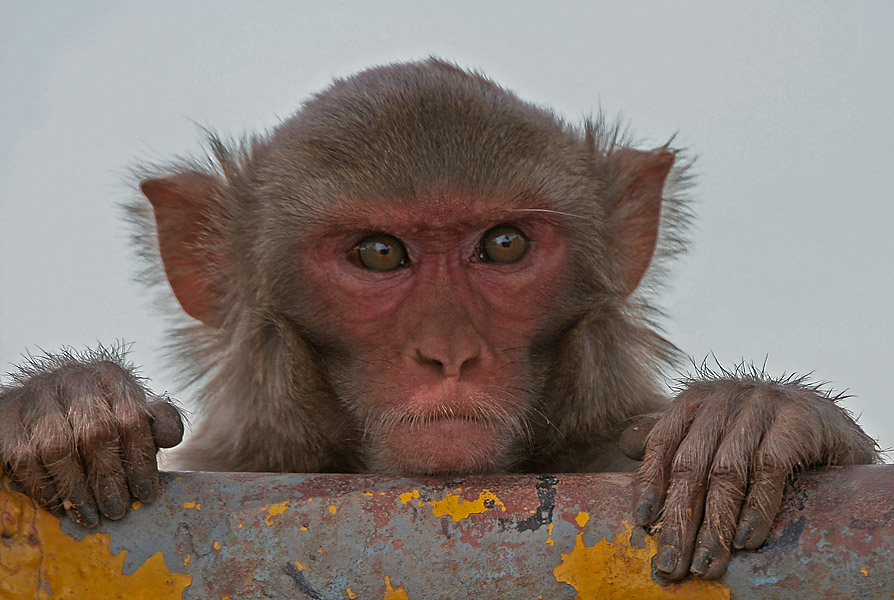
Macaca mulatta

## Organismi modello usati per specifiche ricerche

### Selezione e conflitti sessuali
- Callosobruchus maculatus
- Chorthippus parallelus
- Coelopidae
- Diopsidae
- Drosophila spp.
- Macrostomum lignano
- Gryllus bimaculatus
- Scathophaga stercoraria

### Zone ibride
- Bombina spp.[193]
- Podisma spp.[194]
- Caledia captiva (Orthoptera)[195][196]

### Ecologia genomica
- Daphnia pulex, un organismo modello di indicatore comportamentale.[197][198]

## Tavola genetica degli organismi modello
La tabella indica lo status del Progetto genoma per ciascun organismo, mostrando dell'organismo la ricombinazione omologa e lo stato delle conoscenze delle vie biochimiche dell'organismo.
| Organismo                                   | Sequenziamento del genoma | Ricombinazione omologa | Biochimica     |
| ------------------------------------------- | ------------------------- | ---------------------- | -------------- |
| Procariota                                  |                           |                        |                |
| Escherichia coli                            | Si                        | Si                     | Eccellente     |
| Eucariota unicellulare                      |                           |                        |                |
| Dictyostelium discoideum                    | Si                        | Si                     | Eccellente     |
| Saccharomyces cerevisiae                    | Si                        | Si                     | Buono          |
| Schizosaccharomyces pombe                   | Si                        | Si                     | Buono          |
| Chlamydomonas reinhardtii                   | Si                        | No                     | Buono          |
| Tetrahymena thermophila                     | Si                        | Si                     | Buono          |
| Eucariota pluricellulare                    |                           |                        |                |
| Caenorhabditis elegans                      | Si                        | Difficoltoso           | Non così buono |
| Drosophila melanogaster                     | Si                        | Difficile              | Buono          |
| Arabidopsis thaliana                        | Si                        | No                     | Cattivo        |
| Physcomitrella patens                       | Si                        | Si                     | Eccellente     |
| Vertebrato                                  |                           |                        |                |
| Danio rerio                                 | Si                        | No                     | Buono          |
| Mus musculus                                | Si                        | Si                     | Buono          |
| Xenopus laevis                              | Si                        |                        |                |
| Homo sapiens NB: non è un organismo modello | Si                        | Si                     | Buono          |